# Théa Greboval
Théa Greboval, née le 5 avril 1997 à Dieppe, est une footballeuse internationale française évoluant au poste de défenseure au Paris FC.

## Carrière

### Carrière en club
Théa Greboval évolue dans sa jeunesse au FC Offranville et un bref passage au FC Dieppe. En 2012, elle rejoint le FCF Hénin-Beaumont alors en deuxième division ; elle réalise ses débuts en première division lors de la saison 2013-2014. Elle devient joueuse du FCF Juvisy en juillet 2014.

### Carrière en sélection
Elle compte deux sélections avec l'équipe de France des moins de 17 ans entre 2013 et 2014, dix sélections en équipe de France des moins de 19 ans en 2016, et six sélections en équipe de France des moins de 20 ans en 2016.
Elle connaît sa première sélection en équipe de France le 15 septembre 2017 en amical face au Chili.

## Palmarès
Avec la sélection nationale, elle remporte le championnat d'Europe des moins de 19 ans 2016, et atteint la finale de la Coupe du monde des moins de 20 ans 2016.
En 2025, Théa Greboval remporte la Coupe de France avec le Paris FC, vainqueur en finale du Paris Saint-Germain aux tirs au but (0-0, 5-4 t.a.b). Entrée en jeu à la 89e minute à la place de Maëlle Garbino, elle transforme son tir au but lors de la séance.

## Statistiques
| Saison                | Club                  | Championnat           | Championnat | Championnat | Coupe(s) nationale(s) | Coupe(s) nationale(s) | Total | Total |
| Saison                | Club                  | Division              | M.          | B.          | M.                    | B.                    | M.    | B.    |
| 2012-2013             | FCF Hénin-Beaumont    | Division 2            | 3           | 1           | 1                     | 0                     | 4     | 1     |
| 2013-2014             | FCF Hénin-Beaumont    | Division 1            | 22          | 0           |                       |                       | 22    | 0     |
| Sous-total            | Sous-total            | Sous-total            | 25          | 1           | 1                     | 0                     | 26    | 1     |
| 2014-2015             | FCF Juvisy            | Division 1            | 8           | 0           | 0                     | 0                     | 8     | 0     |
| 2015-2016             | FCF Juvisy            | Division 1            | 13          | 1           | 2                     | 0                     | 15    | 1     |
| 2016-2017             | FCF Juvisy            | Division 1            | 19          | 3           | 3                     | 0                     | 22    | 3     |
| 2017-2018             | Paris FC              | Division 1            | 13          | 0           | 0                     | 0                     | 13    | 0     |
| 2018-2019             | Paris FC              | Division 1            | 13          | 1           | 1                     | 0                     | 14    | 1     |
| 2019-2020             | Paris FC              | Division 1            | 9           | 0           | 0                     | 0                     | 9     | 0     |
| 2020-2021             | Paris FC              | Division 1            | 3           | 0           | 0                     | 0                     | 3     | 0     |
| Sous-total            | Sous-total            | Sous-total            | 78          | 5           | 6                     | 0                     | 84    | 5     |
| Total sur la carrière | Total sur la carrière | Total sur la carrière | 103         | 6           | 7                     | 0                     | 110   | 6     |